# Medaglie d'Oro (Roma)
Medaglie d'Oro è la zona urbanistica 19A del Municipio Roma XIV di Roma Capitale. Si estende su larga parte del quartiere Q. XIV Trionfale e, a sud, sul quartiere Q. XIII Aurelio.
Prende il nome dal viale delle Medaglie d'Oro, istituito il 13 gennaio 1925 a ricordo dei soldati italiani insigniti della speciale onorificenza per atti di valore.

## Geografia fisica

### Territorio
La zona urbanistica confina:
- a nord con le zone urbanistiche 19E Trionfale e 20B Acquatraversa
- a est con le zone urbanistiche 20X Foro Italico, 17B Della Vittoria e 17C Eroi
- a sud con zona urbanistica 18D Aurelio Nord
- a ovest con le zone urbanistiche 18B Val Cannuta, 19F Pineto e 19B Primavalle